# Ochthebius flavipes
Ochthebius flavipes är en skalbaggsart som beskrevs av Dalla Torre 1877. Ochthebius flavipes ingår i släktet Ochthebius och familjen vattenbrynsbaggar. Inga underarter finns listade i Catalogue of Life.